# Penpen (West-Java)
Penpen is een bestuurslaag in het regentschap Cirebon van de provincie West-Java, Indonesië. Penpen telt 9230 inwoners (volkstelling 2010).